# Тонга на Паралимпийских играх
Тонга на Паралимпийских играх впервые приняли участие в 2000 году на летних Играх в Сиднее (не участвовали в Играх 2020 года). На зимних Играх делегация Тонга не участвовала пока ни разу. Медалей на Играх спортсмены Тонга пока не завоевали.